# Cheah Soon Kit
Cheah Soon Kit (n. 9 ianuarie 1968, Ipoh⁠(d), Perak⁠(d), Malaysia) este un jucător de badminton ce a reprezentat Malaysia, medaliat olimpic. A participat la 3 ediții ale Jocurilor Olimpice (1992, 1996, 2000) în care a câștigat o medalie de argint.